# Jatibaru (Tanjung Bintang)
Jatibaru is een bestuurslaag in het regentschap Lampung Selatan van de provincie Lampung, Indonesië. Jatibaru telt 9514 inwoners (volkstelling 2010).